# Johannes Baptist Lotz
Johannes Baptist Lotz (* 2. August 1903 in Darmstadt; † 3. Juni 1992 in München; auch: Johannes B. Lotz) war ein deutscher Jesuit und Philosoph des Neuthomismus und der katholischen Existenzphilosophie.

## Leben
Lotz trat 1921 in die Gesellschaft Jesu ein. Er studierte Theologie in Innsbruck, Philosophie in Valkenburg und Freiburg im Breisgau – unter anderem bei Martin Honecker und Martin Heidegger. Er wurde 1937 bei Martin Honecker promoviert (Thema: Das Seiende und das Sein: Grundlegung einer Untersuchung über Sein und Wert). Nach der Promotion lehrte Lotz Ontologie, Philosophische Anthropologie und Geschichte der Philosophie am Berchmanskolleg in Pullach, ab 1969 an der daraus hervorgegangenen Hochschule für Philosophie München, deren Rektor er dreimal war. 1952 bis 1985 war er zugleich an der Päpstlichen Universität Gregoriana in Rom tätig.
Lotz bemühte sich – im Anschluss an Joseph Maréchal – um die Einbeziehung der zeitgenössischen Philosophie und der transzendentalen Methode Kants in das kirchliche Denken. Insbesondere die Einsichten Heideggers versuchte er für eine Neuinterpretation der Tradition des Thomas von Aquin heranzuziehen. Mit der Verbindung der ontologischen Frage nach dem Sein und der existenzphilosophischen Frage nach dem Wesen des Menschen wollte er Wege zur Erkenntnis Gottes und zur Selbstfindung des Menschen aufzeigen. Des Weiteren beschäftigte er sich auch intensiv mit Themen der Spiritualität und Meditation.

## Schriften
- Sein und Wert. Eine metaphysische Auslegung des Axioms „Ens et bonum convertuntur“ im Raume der scholastischen Transzendentalienlehre. Band 1: Das Seiende und das Sein (= Forschungen zur neueren Philosophie und ihrer Geschichte. 9, ZDB-ID 528066-7). Schöningh, Paderborn 1938, (Zugleich: Herder, Freiburg (Breisgau), Universität, phil. Dissertation, vom 19. November 1937: Das Seiende und das Sein. Grundlegung einer Untersuchung über Sein und Wert. 2., neubearbeitete und vermehrte Auflage als: Das Urteil und das Sein. Eine Grundlegung der Metaphysik (= Pullacher philosophische Forschungen. 2, ISSN 0079-7928). Berchmanskolleg, Pullach bei München 1957).
- Meditation, der Weg nach innen. Philosophische Klärung, Anweisung zum Vollzug. Knecht, Frankfurt am Main 1954, (2., erweiterte Auflage als: Meditation im Alltag. ebenda 1959).
- Von der Einsamkeit des Menschen. Zur geistigen Situation des technischen Zeitalters. Knecht, Frankfurt am Main 1955.
- Einübung ins Meditieren am Neuen Testament. Knecht, Frankfurt am Main 1965.
- Sein und Existenz. Kritische Studien in systematischer Absicht (= Philosophie in Einzeldarstellungen. Ergänzungsbände. 2, ZDB-ID 538511-8). Herder, Freiburg (Breisgau) u. a. 1965.
- Der Mensch im Sein. Versuche zur Geschichte und Sache der Philosophie (= Philosophie in Einzeldarstellungen. Ergänzungsbände. 3). Herder, Freiburg (Breisgau) u. a. 1967.
- Kurze Anleitung zum Meditieren. Knecht, Frankfurt am Main 1973, ISBN 3-7820-0302-0.
- Martin Heidegger und Thomas von Aquin. Mensch, Zeit, Sein. Neske, Pfullingen 1975, ISBN 3-7885-0058-1.
- Transzendentale Erfahrung. Freiburg im Breisgau 1978.
- Die Drei-Einheit der Liebe. Eros, Philía, Agápe. Knecht, Frankfurt am Main 1979, ISBN 3-7820-0433-7.
- In jedem Menschen steckt ein Atheist. Knecht, Frankfurt am Main 1981, ISBN 3-7820-0464-7.
- Dem Meister begegnen. Menschen, die ihn fanden. Verlag Herder, Freiburg im Breisgau 1983, ISBN 3-451-19713-8.
- Vom Sein zum Heiligen. Metaphysisches Denken nach Heidegger. Knecht, Frankfurt am Main 1990, ISBN 3-7820-0603-8.